# Raleigh (Schiff, 1921)
HMS Raleigh (Kennung: 96) war ein Schwerer Kreuzer der britischen Marine, der zu Beginn der 1920er Jahre in Dienst gestellt wurde. Das noch während des Ersten Weltkrieges in Bau gegebene Schiff wurde nach dem englischen Seefahrer und Staatsmann Sir Walter Raleigh benannt und war das fünfte Kriegsschiff in der Geschichte der britischen Marine, das diesen Namen trug. Der Kreuzer gehörte der aus insgesamt fünf Einheiten bestehenden Hawkins-Klasse an und wurde als viertes Schiff dieser Klasse am 4. Oktober 1916 auf der Werft von William Beardmore and Company in Dalmuir auf Kiel gelegt. Nach dem Stapellauf am 28. August 1919 erfolgte schließlich am 23. Juli 1921 die Indienststellung. Die Raleigh sah nur eine sehr kurze Dienstzeit und ging bereits im August 1922 in der Belle-Isle-Straße durch Strandung verloren. Erster und zugleich einziger Kommandant des Schiffes war Captain Arthur Bromley.

## Technik und Besonderheiten
Die Raleigh war maximal 184,40 Meter lang und 19,85 Meter breit. Bei maximaler Verdrängung lag der Tiefgang bei 6,1 Meter (dieser Wert wird auch im nebenstehenden Informationsblock genutzt; der durchschnittliche Tiefgang lag bei etwa 5,6 Metern). Zwölf ölbefeuerte Yarrow-Kessel und vier Brown-Curtis-Getriebeturbinen, die vier Wellen ansteuerten, hätten bei einer bei maximalen Leistung von 70.000 WPS dem Kreuzer eine Höchstgeschwindigkeit von rund 31 kn (rund 57 km/h) ermöglichen sollen. Ursprünglich hätte die Raleigh eine gemischte Befeuerung aus Kohle (vier Kessel) und Öl (acht Kessel) erhalten sollen, jedoch hatte sich die britische Admiralität 1917 entschieden, den Kreuzer mit einer reinen Ölbefeuerung fertigzustellen.
Bei Testfahrten im Sommer 1921 wurden die geforderten Leistungsparameter der Maschinenanlage leicht überboten und das Schiff erreichte bei einer maximalen Maschinenleistung von 71.350 WPS eine Höchstgeschwindigkeit von 31,3 kn (knapp 58 km/h). Es zeigte sich insgesamt, dass die Antriebsanlage der Raleigh vergleichsweise leistungsstark war; selbst mit nur halber Antriebskraft (rund 35.000 WPS) wurde – allerdings nicht mit voller Einsatzverdrängung und bei günstigem Wetter – noch eine bemerkenswerte Höchstgeschwindigkeit von 28 kn (etwa 52 km/h) erzielt. Der maximale Ölvorrat der Raleigh lag bei etwa 1.540 Tonnen, womit der Kreuzer eine Reichweite von bis zu 5.640 Seemeilen (bei 14 kn Marschfahrt) besaß.
Infolge des sehr frühen Verlustes des Schiffes kam es zu keinen Modifikationen.

## Dienstzeit
Nach der Indienstnahme und dem Abschluss der Probefahrten wurde die Raleigh im Spätsommer 1921 nach der Westindien-Station (North America and West Indies Station) der Royal Navy verlegt und diente dort ab Mitte August 1921 als Flaggschiff des 8. Kreuzer-Geschwaders (Admiral William Pakenham). Der auf Bermuda stationierte Kreuzer unternahm in den folgenden Monaten mehrere Patrouillenfahrten, so nach Montreal, nach St. John’s und nach Jamaika. Im Januar 1922 passierte das Schiff den Panamakanal und führte eine mehrere Wochen andauernde Manöverfahrt im Pazifik durch, wobei auch San Francisco und Vancouver angelaufen wurden. Im März 1922 kehrte die Raleigh in den Atlantik zurück und lief im Mai 1922 unter anderem in die Chesapeake Bay ein, woran ein einwöchiger Besuch in Washington, D.C. und später in Bar Harbor anschloss. Im Sommer 1922 verlegte das Schiff schließlich in kanadische Gewässer.

## Verlust
Am 8. August 1922 befand sich der Kreuzer auf dem Weg von Hawke’s Bay nach Forteau. Während der Fahrt in stürmischem Wetter wurden immer wieder Nebelbänke und auch Eisberge gesichtet. In den Nachmittagsstunden, kurz nach 15:00 Uhr, geriet das Schiff in der Belle-Isle-Straße in dichten Nebel. Zu dieser Zeit lief die Raleigh gemäß der Logbuch-Einträge mit einer Geschwindigkeit von 12 kn (rund 22 km/h). Trotz des Nebels wurde die Fahrtgeschwindigkeit allerdings nicht reduziert. Um 15:37 Uhr wurde vom Ausguck die Küstenlinie Backbord voraus bemerkt, worauf der Befehl ausgegeben wurde, die Geschwindigkeit auf 8 kn zu reduzieren. Noch während dieses Kommando ausgeführt wurde, erkannte die Brückencrew überraschend an Steuerbord eine weitere Brandungslinie. Zwar wurde sofort die Order gegeben, die Maschinenanlage auf Rückwärtsfahrt umzuschalten und der bedrohlichen Situation durch Hartruderlage zu entkommen, doch gelang dies nicht mehr. Um 15:39 Uhr lief der Kreuzer mit kaum verminderter Fahrt an der Felsenküste auf Grund, wobei der Ort der Strandung nur knapp fünf Kabellängen (rund 900 Meter) vom Point Amour Lighthouse entfernt lag. 

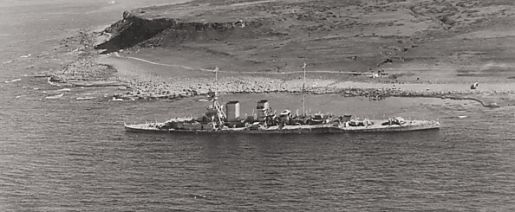
Luftbild der gestrandeten Raleigh nahe dem Point Amour Lighthouse (1922).

Zunächst versuchte die Besatzung in den Minuten nach dem Auflaufen, das Schiff mithilfe der mit voller Kraft rückwärts laufenden Maschinenanlage wieder von den Felsen freizubekommen, jedoch blieben diese Bemühungen erfolglos. Durch die Bewegungen des Schiffes auf den Felsen – bedingt durch den Anprall der Wellen, aber auch durch die Maschinenmanöver – wurde der bereits stark beschädigte Rumpf der Raleigh indessen noch weiter eingedrückt und aufgerissen. Insgesamt erstreckten sich die Leckagen auf der Steuerbordseite des Schiffes über fast 80 Meter Länge (also über rund 40 Prozent der gesamten Schiffslänge). Um 15:49 Uhr wurde die Maschinenanlage abgeschaltet, da erkennbar war, dass das Schiff, das mit etwa acht Grad Schlagseite nach Backbord auf den Felsen aufsaß, nicht mehr freizubekommen war. Als die Ausdehnung der Beschädigungen sowie die daraus resultierenden Wassereinbrüche ersichtlich wurden, wurde der Kreuzer schließlich in den Abendstunden des 8. August 1922, gegen 20:00 Uhr, aufgegeben und die Besatzung – teils mit Booten, teils mit einer Hosenboje – nach der nahen Küste verbracht. Bei der Evakuierung der Raleigh fanden allerdings zwölf Besatzungsangehörige den Tod, als deren Beiboot in der Brandung an der Felsenküste kenterte und zerschlagen wurde.

## Nachspiel
Captain Bromley und sein Erster Offizier, Commander Leslie C. Bott, mussten sich im Oktober 1922 in Portsmouth vor einem Untersuchungsgericht der britischen Marine für den Verlust des Schiffes und wegen der umgekommenen Besatzungsangehörigen verantworten. Bromley gab hierbei an, dass die Küstenlinie unzureichend kartographiert beziehungsweise dass das ihm vorliegende Kartenmaterial unzulänglich gewesen sei, was maßgeblich zum Unglück beigetragen habe. Das Gericht folgte dieser Darstellung jedoch nicht und führte das Unglück auf Fahrlässigkeit der kommandierenden Offiziere zurück, besonders schwer wog hierbei der Umstand der vergleichsweise hohen Geschwindigkeit im Nebel. Sowohl Captain Bromley als auch Commander Bott wurden nachfolgend abgemahnt und ihrer Kommandos enthoben, beide ließen sich danach in den vorgezogenen Ruhestand versetzen. Gleichwohl wurde Bromley, obwohl im Ruhestand, im Juli 1926 noch in den Rang eines Konteradmirals befördert.
Das Wrack der Raleigh verblieb zunächst für rund vier Jahre vor Ort liegen, wobei nach und nach wichtige Ausrüstungsteile, darunter die Entfernungsmesser, die Geschütze und die Torpedos, abgeborgen wurden. Das an der Küstenlinie der Belle-Isle-Straße liegende Wrack war von allen Schiffen, die die Straße befuhren, allerdings gut einsehbar, was bei der Royal Navy angesichts des eher beschämenden Hintergrundes des Unglückes einen wachsenden Unmut hervorrief. Aus diesem Grund – und auch da eine Bergung des seit Jahren vor Ort liegenden und durch sukzessive Stürme stark beschädigten Wracks nicht mehr möglich war – erging im Sommer 1926 die Order, das Wrack durch Sprengungen zu zerstören. Der Befehl wurde ab dem 23. September 1926 in einer fünftägigen Operation (die von Captain Andrew Cunningham geleitet wurde) durchgeführt und das Wrack der Raleigh, besonders die Aufbauten, mithilfe von ferngezündeten Wasserbomben weitgehend zerstört. Teile des Rumpfes bis auf Höhe der Wasserlinie blieben aber noch erhalten.
Reste des Schiffes können allerdings auch heute noch bei Ebbe gesehen werden. Die Royal Canadian Navy führte 2003 und 2005 Tauchgänge am stark zerstörten Rumpf durch, dabei konnten auch 191-mm-Granaten gefunden und geborgen werden.